# Cosmin Băcilă
Cosmin Nicolae Băcilă (* 10. září 1983, Victoria, Brašov (župa), Rumunsko) je rumunský fotbalový obránce či záložník, který je momentálně bez angažmá.

## Klubová kariéra
Băcilă hrál v Rumunsku za kluby FC Ghimbav 2000, FC Forex Brașov, FC Farul Constanța, FC Internațional Curtea de Argeș a CS Pandurii Târgu Jiu.
18. září 2011 utrpěl po střetu s hráčem FC Steaua București Florinem Gardoșem dvojitou zlomeninu nohy a musel podstoupit operaci.